# Life Goes On (canção de Bee Gees)
"Life Goes On" é uma canção dos Bee Gees, a quarta faixa do álbum da trilha (pt: banda) sonora do filme Staying Alive, de 1983, e lançada como 3º single do disco apenas no Japão. É uma canção pop, com notável percussão e com vocal principal por Barry Gibb, que não canta em falsetto, como de costume, mas em voz natural.

## Histórico
Em setembro de 1982, foi anunciado que o filme de grande sucesso Saturday Night Fever teria uma sequência dirigida por Sylvester Stallone, e que os Bee Gees estariam na trilha sonora (pt: banda sonora). Logo em outubro, foi divulgada a primeira faixa composta pelo grupo para o filme, "Life Goes On", com data de registro de direitos autorais em 12 de outubro de 1982. Por ter tido registro tão precoce, é possível que a faixa não tenha sido finalizada até o fim do ano, quando foram divulgadas "Someone Belonging to Someone" e "I Love You Too Much".
A canção foi lançada como single apenas no Japão, mesmo após as não satisfatórias atuações dos dois singles do mesmo álbum lançados anteriormente. E, não melhor do que seus antecessores, "Life Goes On" não entrou nas paradas japonesas. Some-se a isto o fato de a canção não ter tido promoção por parte da banda. Circulam, no Youtube, mesmo vídeos com apresentações televisivas de seu lado B, "Breakout", mas não se tem informações de qualquer promoção do lado A na imprensa.

## Lista de faixas
Todas as faixas escritas e compostas por B., R. & M. Gibb. 
| 7" (JAP: RSO 7DW0034) |                |         |  |
| N.º                   | Título         | Duração |  |
| 1.                    | "Life Goes On" | 4:26    |  |
| 2.                    | "Breakout"     | 4:46    |  |
| Duração total:        | Duração total: | 9:12    |  |

## Ficha técnica
Fonte: 
- Barry Gibb — vocal, violão
- Maurice Gibb — vocal
- Robin Gibb — vocal
- outros
- Steve Klein — engenheiro de áudio
- Karl Richardson — engenheiro de áudio, produtor musical
- Albhy Galuten — produtor musical
- Bee Gees — produtor musical